# Перхушково
Перхушко́во (рос. Перхушково) — присілок у складі Нюксенського району Вологодської області, Росія. Входить до складу Городищенського сільського поселення.

## Населення
Населення — 5 осіб (2010; 5 у 2002).
Національний склад (станом на 2002 рік):
- росіяни — 100 %